# Томас Хъксли
Томас Хенри Хъксли (на английски: Thomas Henry Huxley) е английски лекар, природоизследовател и философ. Приживе получава прозвището „булдогът на Дарвин“ заради пламенната защита на теорията на еволюцията на Чарлз Дарвин.
Той има сериозен принос в областта на антропологията, биологията, сравнителната анатомия и палеонтологията. В областта на философията се смята за привърженик на Дейвид Хюм и базирайки се на неговата теория, се опитва да докаже, че никога не може да се знае истинската причина на нашите усещания. Така Хъксли въвежда понятието агностицизъм, с което се отхвърля възможността по обективен път да се постигне познание за света.

## Избрана библиография
- The Oceanic Hydrozoa. London 1859; online
- Evidence as to Man’s Place in Nature. London 1863; online
- On Our Knowledge of the Causes of the Phenomena of Organic Nature. Six Lectures to Working Men. London 1863; online
- Lectures on the Elements of Comparative Anatomy. London 1864; online
- Lessons in Elementary Physiology. London 1866; online
- A Manual of the Anatomy of Vertebrated Animals. London 1871; online
- A Course of Practical Instruction in Elementary Biology. London 1875 – в съавторство с H. Newell Martin; online
- Physiography: An Introduction to the Study of Nature. London 1877; online
- A Manual of the Anatomy of Invertebrated Animals. London 1877; online
- The Crayfish: An Introduction to the Study of Zoology. London 1879; online
- On the application of the laws of evolution to the arrangement of the Vertebrata and more particularly of the Mammalia. In: Proceedings of the Zoological Society of London 43, 1880, S. 649 – 662
- Introductory Science Primer. London 1880; online
- Collected Essays. 9 Bände, London 1893 – 1894
  - Band 1: Method and Results. пълен текст
  - Band 2: Darwiniana. пълен текст
  - Band 3: Science and Education. пълен текст
  - Band 4: Science and Hebrew Tradition. пълен текст
  - Band 5: Science and Christian Tradition. пълен текст
  - Band 6: Hume, with Helps to the Study of Berkeley. пълен текст
  - Band 7: Man’s Place in Nature. пълен текст
  - Band 8: Discourses, Biological and Geological. пълен текст
  - Band 9: Evolution and Ethics and Other Essays. пълен текст
- първоначално публикувани като:
  - Lay Sermons, Addresses and Reviews. London 1870; online
  - Critiques and Addresses. London 1873; online
  - American Addresses. London 1877; online
  - Science and Culture. London 1882; online
  - Social Diseases and Worse Remedies. London 1891
  - Essays upon Some Controverted Questions. London 1892; online
- Michael Foster (Hrsg.): The Scientific Memoirs of Thomas Henry Huxley. 5 Bände, London 1898 – 1903
- Julian Huxley (Hrsg.): T.H. Huxley’s Diary of the Voyage of H.M.S. Rattlesnake. London 1935

## За него
Биографии
- Ashforth, Albert. Thomas Henry Huxley. Twayne, New York 1969.
- Ayres, Clarence. Huxley. Norton, New York 1932.
- Clodd, Edward. Thomas Henry Huxley. Blackwood, Edinburgh 1902.
- Huxley, Leonard. Thomas Henry Huxley: a character sketch. Watts, London 1920.
- Irvine, William. Apes, Angels and Victorians. New York 1955.
- Irvine, William. Thomas Henry Huxley. Longmans, London 1960.
- Mitchell, P. Chalmers. Thomas Henry Huxley: a sketch of his life and work London 1901. Available at Project Gutenberg.
- Voorhees, Irving Wilson. The teachings of Thomas Henry Huxley. Broadway, New York 1907.